# Air Palawan
Air Palawan is een bestuurslaag in het regentschap Kaur van de provincie Bengkulu, Indonesië. Air Palawan telt 1156 inwoners (volkstelling 2010).